# Mathildenkreuz

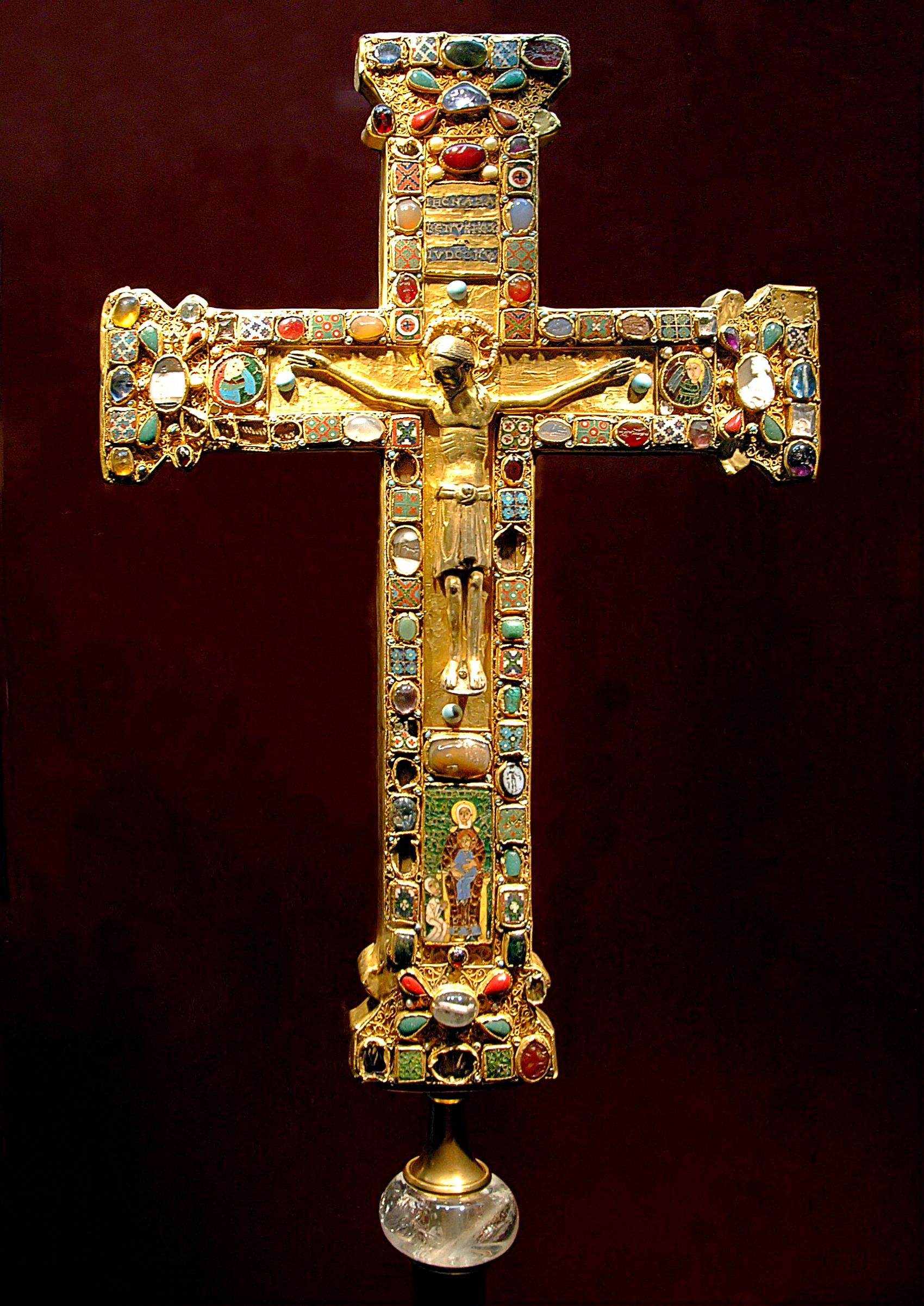
Das Mathildenkreuz im Essener Domschatz

Das Mathildenkreuz ist ein Vortragekreuz des Essener Domschatzes, das unter der Essener Äbtissin Theophanu († 1058) angefertigt wurde. Seinen Namen hat es nach Äbtissin Mathilde, die auf einem Email am Kreuzstamm als Stifterin abgebildet ist. Das Kreuz, das auch häufig als das jüngere oder zweite Mathildenkreuz bezeichnet wird, steht in einem künstlerischen Zusammenhang zum etwa 60 Jahre älteren Otto-Mathilden-Kreuz, das auch als das „ältere“ oder erste Mathildenkreuz bezeichnet wurde, und zum Kreuz mit den großen Senkschmelzen. Es wird unter der Inventarnummer 4 in der Essener Domschatzkammer aufbewahrt.

## Beschreibung

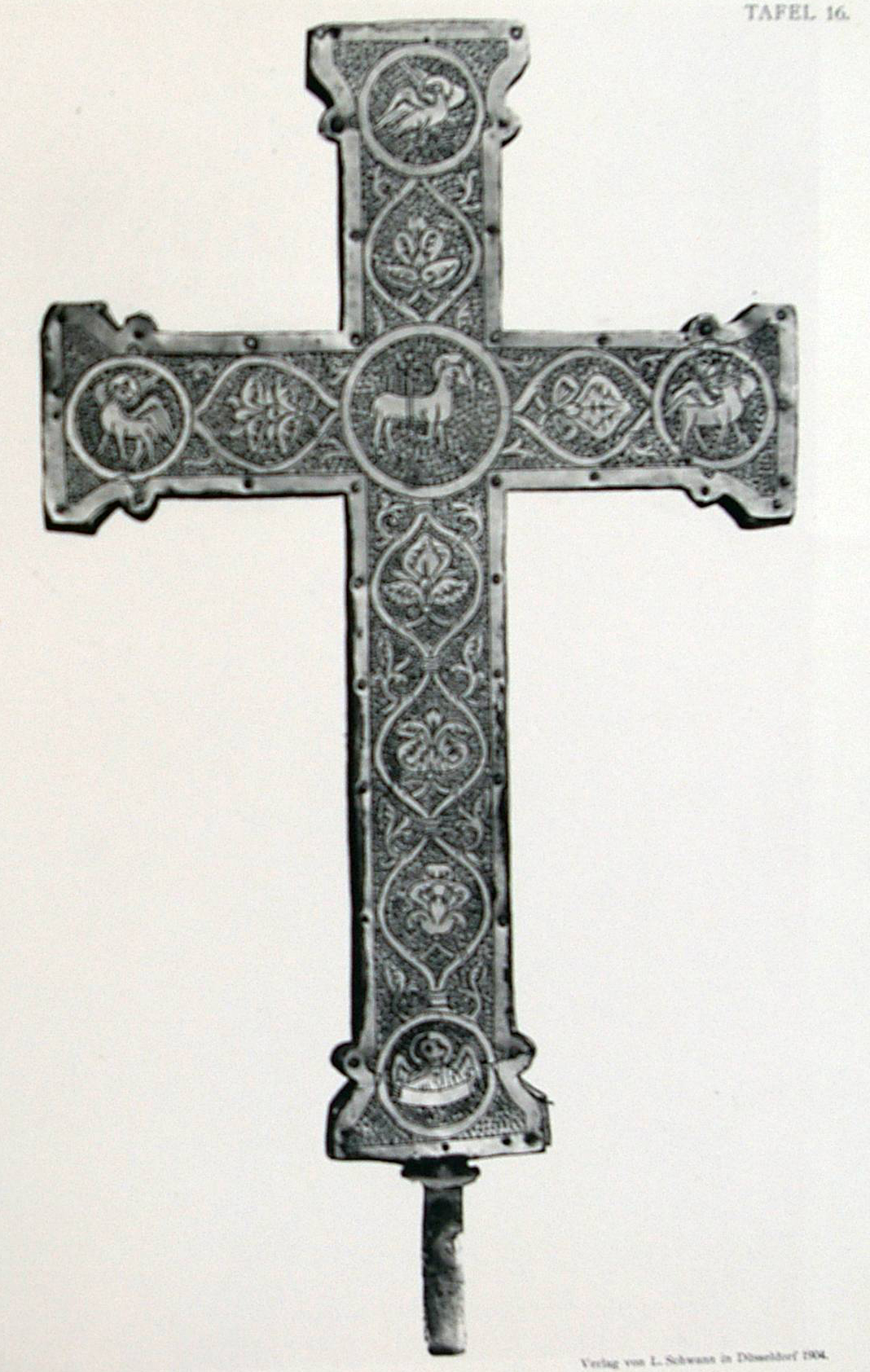
Die Rückseite des Mathildenkreuzes

Das Mathildenkreuz ist 45 cm hoch und 30,5 cm breit, die Kreuzbalken sind 6,3 cm breit und 2,2 cm stark. Es besteht aus einem mit Goldblech beschlagenen Eichenholzkern. Unter dem Kreuz befindet sich eine neuzeitliche Glaskugel als Nodus. Die Enden des Lateinischen Kreuzes sind untypisch verbreitert. Schmalseiten und Rückseite des Mathildenkreuzes sind mit vergoldetem Kupferblech beschlagen, auf der Rückseite verziert durch ein punziertes Agnus Dei, das von den ebenfalls punzierten Evangelistensymbolen begleitet wird. Der Kruzifixus auf der Vorderseite ist aus Bronze gegossen, vergoldet und weist drei Aushöhlungen, zwei im Rücken und eine im Hinterkopf, auf, die Reliquien enthalten. Es wird rechts und links von zwei runden Emails mit den Personifikationen von Sonne und Mond begleitet, die jeweils von vier Perlen und Filigran umgeben sind. Oberhalb des Kruzifixus ist die aus einem Email bestehende Kreuzinschrift IHCNAZA / RENUS REX /IVDEORV angebracht, über diesem befindet sich ein großer roter, von vier Perlen umgebener Stein. Unterhalb des Kruzifixus befindet sich ein brauner Kameo eines Löwen, unter diesem das Email mit der Stifterdarstellung, die die namentlich bezeichnete Mathilde in der Kleidung einer Sanctimonialen kniend im Gebet vor einer Madonnenfigur zeigt. Das mittlere Feld mit Kruzifixus, Stifterbild, Kreuzinschrift, Sol, Luna und der Löwenkamee wird durch alternierende Emailplättchen und Steine, die jeweils von vier Perlen begleitet werden, bortenartig gerahmt. Auf den Kreuzenden weisen jeweils vier tropfenförmige farbige Steine auf einen zentralen Stein. Auf dem rechten Kreuzarm handelt es sich dabei um ein Kameo mit einer nach links schauenden weiblichen Halbfigur, auf dem linken Kreuzstamm um einen in einen gestreiften Onyx geschnittenen Inaglio, einem im Profil stehenden behelmten Krieger mit einem Speer.
Das Mathildenkreuz gilt allgemein als das künstlerisch schwächste der vier Essener Vortragekreuze, Pothmann bezeichnete die künstlerische wie kunsthandwerkliche Qualität als nicht gerade hoch. Humann schrieb ihm 1904 eine überladene Pracht und in jeder Hinsicht rohere Bildung zu. Die Beurteilung des Kreuzes wird durch eine undokumentierte Restauration, die zwischen 1904 und 1950 erfolgt sein muss, erheblich erschwert. Bei dieser sind unter anderem die Kantenemails überschmolzen worden, worunter die Farben gelitten haben.

### Kruzifixus

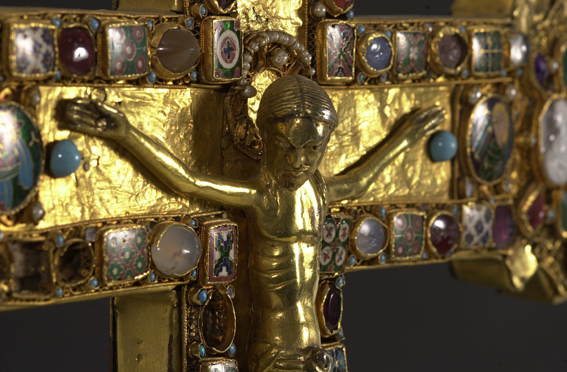
Der Kruzifixus in Nahaufnahme

Der Kruzifixus steht auf einem Suppedaneum, die Beine nebeneinander. Die Füße sind nicht angenagelt. Der Lendenschurz ist mittig geknotet und fällt gleichmäßig in breiten Falten. Die Arme sind leicht ungleich lang. Der Kopf ist stark zur Seite geneigt und wird von einem Nimbus hinterfangen, der auf der Kreuzvierung befestigt ist und der Kopfneigung nicht angepasst ist. Humann nennt die Haltung des Körpers insgesamt unbeholfen und befangen. Die Aushöhlungen auf der Rückseite, die mitgegossen sind, enthielten bis 2010 drei kleine Reliquienpäckchen, die durch ihre Verschnürung exakt in die Vertiefungen eingepasst waren. Die Reliquien gehörten damit originär zum Mathildenkreuz. Die Reliquie im untersten Teil ist in purpurfarbenen Taft gehüllt und ohne Cedula. Im mittleren Teil befand sich eine in weißen Leinen verschnürte Reliquie mit einer beigefügten Cedula innocentu, aufgelöst Innocentum, also von den unschuldigen Kindern. Die Schrift, karolingische Minuskel, wurde ins 10./11. Jahrhundert datiert und in das Skriptorium des Essener Frauenstifts lokalisiert. In der Aushöhlung im Kopf befanden sich drei weitere, fragmentierte Pergamentcedulae an roten Seidenstofffragmenten. Auch bei diesen wies die Schrift typische Elemente des Essener Skriptoriums auf, eines der Fragmente konnte zu laurenci vervollständigt werden. Das Kreuz enthielt somit Reliquien des Heiligen Laurentius und der unschuldigen Kinder, sowie weitere, nicht mehr zu identifizierende Reliquien. Annemarie Stauffer wies auf die Farbsymbolik der Reliquienhüllen hin: Der weiße Leinenstoff im Körper der Christusfigur befindet sich an der Stelle des geschundenen Körpers Christi, Leinen damit als typische Verbandsstoff für die Heilung der Menschheit durch den Opfertod Christi und das rote Bündelchen an der Stelle des Lendentuchs für das Martyrium. Das Purpurfarbene im Haupt Christi sei nicht eindeutig, hänge aber bestimmt mit dem Triumph Christi über den Tod und seinem Königtum zusammen. Die Reliquienpäckchen und Cedulae werden heute unter den Inventarnummern MK1 bis MK4 gesondert in der Domschatzkammer aufbewahrt.

### Emails
Das Mathildenkreuz war mit 40 Emailtäfelchen besetzt, von denen noch 37 vorhanden sind: Dem Email mit dem Stifterbild, dem Email mit der Kreuzinschrift, zwei runden Emails mit den Personifikationen von Luna und Sol sowie 33 ornamentalen Emails, es fehlen 3 weitere ornamentale Emails, die vor der ersten Beschreibung des Kreuzes abhandengekommen sind. Innerhalb des Essener Schatzes ist das Mathildenkreuz damit das Objekt mit dem reichsten Emailschmuck. Alle Emailfassungen bestehen aus Filigranschlingen.

#### Stifterbild

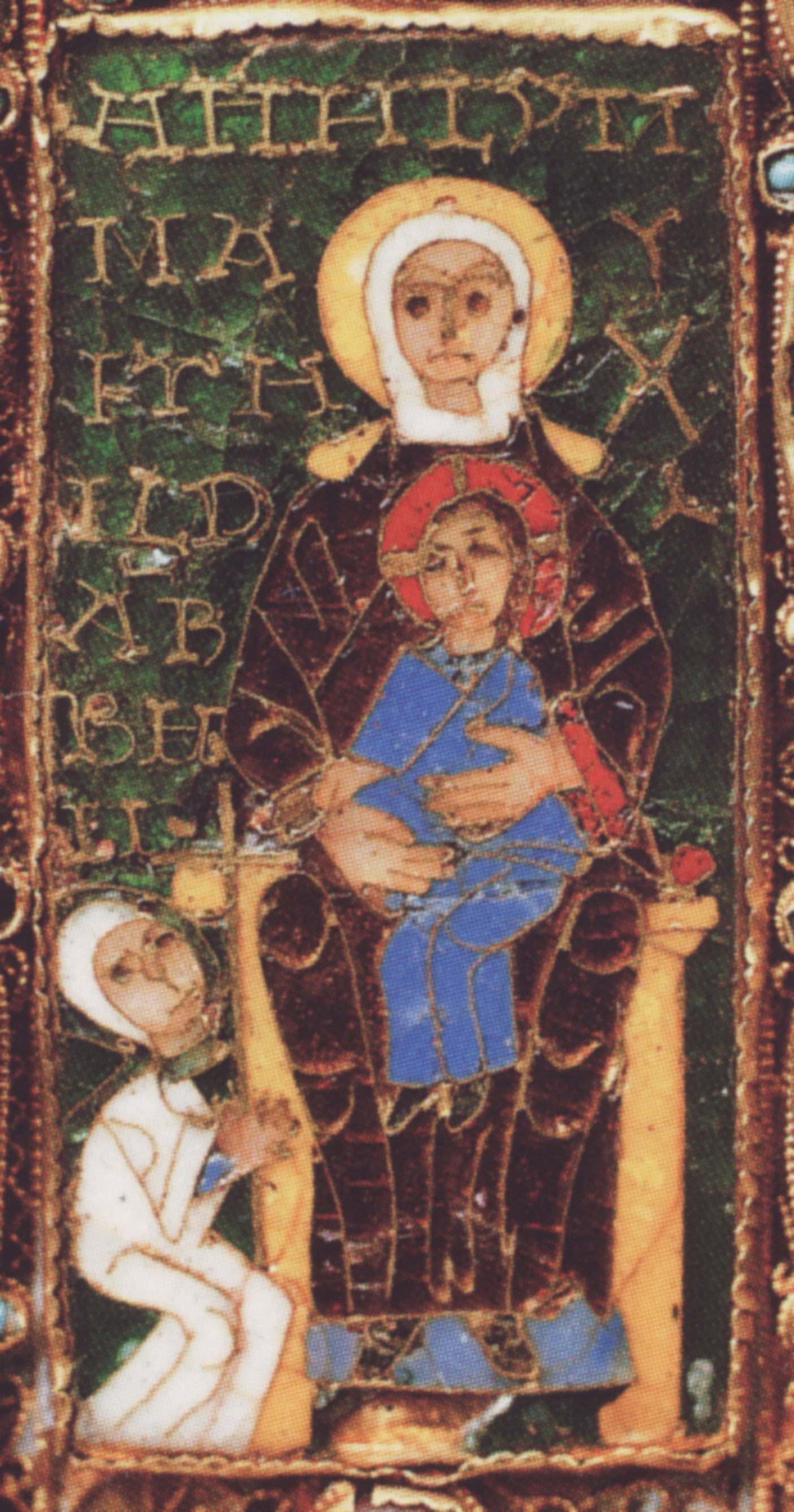
Das Email mit der Stifterdarstellung

Das Stifteremail ist 6 × 2,9 cm groß. Es zeigt rechts eine frontal abgebildete Madonna, die ihr Kind auf dem linken Knie hält, vor der sich eine in das weiße Gewand einer Sanctimonialen gekleidet Figur krümmt. Die Sanctimoniale hält in beiden Händen ein Kreuz, das sie Jesus als Adressaten darbringt. Das Kind streckt dem Kreuz in einer annehmenden Geste beide Hände entgegen. Eine Beischrift MA/HTH/ILD/AB/BH/II erlaubt die Identifikation der Sanctimonialen mit Äbtissin Mathilde. Die Inschrift wurde vermutlich fehlerhaft ausgeführt, das zweite Wort sollte wohl ABBATI(SSA) lauten. Oberhalb und rechts der Madonnenfigur finden sich zwei weitere Beischriften, die unverständlich sind. Vermutet wird, dass es sich um eine missverstandene und verstümmelte Darstellung von griechischen Inschriften handelt. Die Inschriftenexpertin Sonja Hermann nimmt an, dass der Emailleur den dritten und vierten Buchstaben verwechselt und ein T verkehrt herum gesetzt hat, was MHTHP ergeben würde (μήτηρ „heilige Mutter“). Die rechts senkrecht angeordneten Zeichen liest Hermann als IY XY für den Genitiv von Jesus Christus (Ί(ησο)ύ Χ(ριστο)ύ). Der Grund des Emails ist in tranzluzidem Grün gehalten, in das die Buchstaben aus einzelnen oder doppelten Goldstegen gesetzt sind. Marias Haupt ist von einem gelben, opaken Nimbus umgeben, sie trägt eine weiße Haube sowie ein transluzides, braun-violettes Gewand mit rot-ockernen Ärmeln. Gewand und Ärmel werden durch einzelne Goldstege rhythmisiert. Maria sitzt auf einem gelben Thron, ihre in graue Schuhe gekleideten Füße ruhen auf einer blauen Fußbank. Das Gesicht ist beige, die kreisrunden Augen im gleichen Farbton wie das Gewand gefärbt. Augenbrauen, Nase und Mund werden aus Goldstegen gebildet. Auffällig ist die starre Haltung Mariens.
Das Kind sitzt auf Marias linken Oberschenkel, die Beine hängen zwischen Mariens leicht geöffneten Knien herab. Jesus trägt einen rot-ockerfarbigen Kreuznimbus, das Kreuz ist aus dickeren Goldstegen gebildet. Das Gesicht ist wie bei Maria aus Stegen gebildet. Christus trägt ein blaues Gewand, bei dem einzelne Goldstege Faltenwurf andeuten, und graue Schuhe. Mathildes Kleidung besteht aus dem weißen, engen Gewand einer Sanctimonialen einschließlich einer weißen Haube, das durch Goldstege belebt wird, darunter trägt sie, wie an den Armen erkennbar ist, ein blaues Untergewand. Das Kreuz, das sie senkrecht hält, ist aus breiteren Stegen gebildet. Da der senkrechte Kreuzbalken mit der Thronseite und der waagrechte Kreuzbalken mit dem oberen Abschluss des Throns verschmilzt ist das Kreuz selbst schwer zu erkennen. Die Blickrichtung Mathildes geht durch die Vierung des von ihr dargebrachten Kreuzes und die Hand Christi zum Antlitz des Erlösers.
Die Stifterdarstellung weist Parallelen zur Stifterdarstellung auf dem Buchdeckel des Theophanu-Evangeliars auf, in der Theophanu in ähnlicher Körperhaltung, allerdings liegend, ihre Stiftung einer thronenden Maria darbringt. Aufgrund der ähnlichen Haltung der abgebildeten Madonnen mit der Skulptur wird angenommen, dass beim realen Stiftungsakt Empfängerin die Goldene Madonna war.

#### Kreuzinschrift
Die Kreuzinschrift IHCNAZA/RENVS REX/IVDEORV ist mit goldenen Stegen in den transluziden, blauen Grund gesetzt. Sie wird von einem breiten Goldrand umgeben, die Zeilen werden durch goldene Streifen getrennt. Die Buchstaben sind lesbar ausgeführt, erreichen aber nicht die Präzision ihres Vorbilds am Otto-Mathilden-Kreuz. Die dort vorhandene Punktierung des Goldrandes, die ein Charakteristikum der Egbert-Werkstatt darstellt, fehlt. Im Gegensatz zum Inschriftenemail des Otto-Mathilden-Kreuz sind die trennenden Goldstreifen auf die Glasmasse aufgelegt und nicht beim Austiefen der die Glasmasse aufnehmenden Gruben stehen gelassen.

#### Sol und Luna

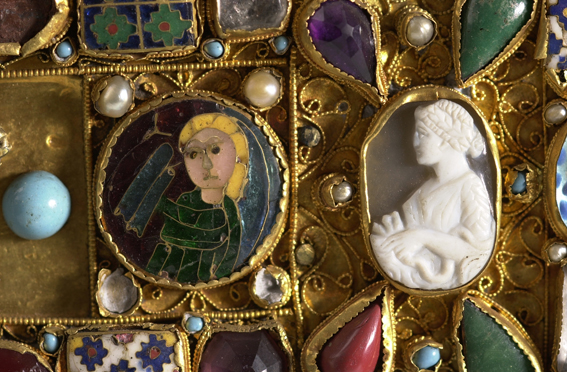
Die Personifikation der Luna und die antike Gemme des rechten Kreuzarmes

Die beiden runden Emailmedaillons mit den Personifikationen von Sol und Luna (Sonne und Mond), die für die um Jesu Kreuztod klagende Schöpfung stehen, befinden sich am waagrechten Kreuzbalken. Beide Personifikationen blicken in Richtung des Kruzifixus, Sol von Links und Luna von Rechts. Der Grund des Sol darstellenden Emails ist grün. Das Brustbild Sols hat einen klagenden Gesichtsausdruck und die Hände sind vor das Gesicht erhoben. Die braunvioletten Augen sind rund. Die Augenbrauen und die knollige Nase sind aus einem Steg geformt, der Mund mit den hängenden Mundwinkeln aus zwei Stegen. Eine durch einen Y-förmigen Steg gebildete Stirnfalte verstärkt den klagenden Ausdruck. Sol trägt im gelben Haar eine aus vier Zacken gebildete Strahlenkrone und hält ein Tuch vor das Gesicht.
Das Email der Luna ist spiegelbildlich zum Solmedaillon aufgebaut. Auch Luna hält ein Tuch vor das Gesicht. Das Email ist insgesamt dunkler gehalten, die Stegführung ist etwas besser ausgeführt. Im Gegensatz zum Sol-Email sind Gewand und Haar durch Stege belebt. Bei der Gesichtsbildung benutzte der Emailleur einen Steg, der Nase und Mund verbindet.

#### Die Emails der Kantenrahmung
Die Emails der Kantenrahmung sind abwechselnd mit Edelsteinen angebracht. Insgesamt zeigen sie fünf verschiedene Motive in unterschiedlichen Farben. Elf Emails zeigen teppichartige Treppenmuster, sieben Emails sind in Felder unterteilt. Bei fünf Emails erscheinen Diagonalkreuze als Motiv, viermal kommen Kreismotive mit Vierpassblüten vor. Die übrigen Emails zeigen modifizierte Vierpassblüten. Diagonalkreuze, Treppenmotive und vierpassartige Blüten kommen als Motive auch beim Senkschmelzenkreuz vor, Die verwendeten Farben sind transluzides Flaschengrün und Dunkelblau sowie opakes Weiß, Rot, Jadegrün, Blautürkis, Blau sowie Gelb. Mehrere Emails haben ein spiegelsymmetrisches Gegenstück, teilweise sind diese gegenüberstehend angeordnet. Wahrscheinlich waren alle Emails der Kantenrahmung ursprünglich paarweise angebracht, so dass der Anblick des Kreuzes weniger ungeordnet war als der heutige.

### Gemmen
Das Mathildenkreuz trägt drei geschnittene Steine, die sich an ikonographisch bedeutsamen Stellen befinden. Auf dem Längsbalken befindet sich ein bräunlicher Chalzedon mit einem Kameo eines liegenden oder schlafenden Löwen, auf dem linken Kreuzarm ein quer gestreifter Lagenonyx mit einem zum Kruzifix schauenden, im Profil stehenden Krieger mit Speer und Helm, ihm auf dem rechten Kreuzstamm gegenüber eine ovaler Kameo mit einer hell herausgearbeiteten weiblichen Halbfigur vor dunklem Hintergrund. Alle Gemmen sind antike Spolien.
Die ikonographische Deutung dieser Steinschnitte ist noch nicht vollständig geklärt. Der Löwe steht am Längsbalken an derselben Stelle, an der sich beim Otto-Mathilden-Kreuz die getriebene Schlange und am Senkschmelzenkreuz der Gorgonenkameo befindet, beides Symbole für das durch Christi Kreuztod überwundene Böse. In diese Symbolik kann auch der Löwenkameo eingeordnet werden. Bei dem friedlich liegenden Löwen erscheint jedoch auch eine andere Bedeutung möglich: Im Physiologus ist eine Eigenschaft des Löwen, dass er seine tot geborenen Jungen am dritten Tag durch einen Hauch zum Leben erwecke, dies mache den Löwen zu einem Sinnbild für die Auferstehung Christi. Der Löwenkameo könnte daher auch als Hinweis auf die Auferstehungshoffnung der darunter abgebildeten Stifterin interpretiert werden.
Bei den Steinschnitten am Querbalken ist die Deutung noch schwieriger. Der Einsatz dieser Spolien erscheint gezielt, eine ikonographische Interpretation des nackten Kriegers mit Speer und Helm und der noblen Dame ist bisher nicht gelungen. Aufgrund dessen, dass beide in dieselbe Richtung schauen wie Sol beziehungsweise Luna, erscheint möglich, dass sie als eine Art „Bildverstärker“ gemeint waren.

## Kunsthistorische Forschung
Das Mathildenkreuz ist stets im Zusammenhang mit den drei übrigen ottonischen Vortragekreuzen des Essener Domschatzes betrachtet worden. Bereits Humann fielen die deutlichen Parallelen zum Otto-Mathilden-Kreuz und dem Kreuz mit den großen Senkschmelzen auf, so dass er für den Goldschmied des Mathildenkreuzes die Kenntnis des von ihm als älteres Mathildenkreuz bezeichneten Otto-Mathilden-Kreuzes annahm. Vom Otto-Mathilden-Kreuz ist beim Mathildenkreuz die Form sowie die Grundidee übernommen: Stifterbild, Kreuztitulus und Kruzifixus auf einem goldenen Feld umgeben von einer kostbaren Rahmung. Die Übernahme wird beim Kreuztitulus besonders deutlich, bei dem das Mathildenkreuz direkt das ältere Vorbild kopiert. Die Rahmung selbst ist vom Senkschmelzenkreuz übernommen. Das Mathildenkreuz musste daher jünger sein als diese Vorbilder. Humann ging 1904 aufgrund der Abbildung Mathildes davon aus, dass das Mathildenkreuz vor 1011, ihrem belegten Todesjahr, geschaffen wurde. Da das Mathildenkreuz insgesamt weniger harmonisch, bunter und handwerklich weniger gelungen wirkt, wurde vermutet, dass Mathilde es kurz vor ihrem Lebensende stiftete, als ihr die herausragenden Handwerker des Otto-Mathilden-Kreuzes nicht mehr zur Verfügung standen. Da das Otto-Mathilden-Kreuz damals häufig als „Mathildenkreuz“ bezeichnet wurde, erhielt das Kreuz die Bezeichnung als „jüngeres Mathildenkreuz“ oder „zweites Mathildenkreuz“.
Die Datierung des Mathildenkreuzes auf vor 1011 warf kunsthistorische Schwierigkeiten auf. Zum einen befinden sich an dem Kreuz mit den großen Senkschmelzen, das vorher entstanden sein sollte, einzelne Zierformen, die erst später gebräuchlich waren. Zum anderen weist der Kruzifixus des Mathildenkreuzes zahlreiche Parallelen zu einer Gruppe gegossener Bronzekruzifixe auf, deren prominentes Exemplar der Kruzifixus des Hermann-Ida-Kreuzes ist, das in jedem Fall mindestens dreißig Jahre nach dem Tod Äbtissin Mathildes entstand. Weitere Parallelen bestehen zu Kreuzdarstellungen auf Kölner Elfenbeinschnitzereien, etwas zum Elfenbein des Buchdeckels des Theophanu-Evangeliars. Da der aktuelle Kruzifixus nicht der Innenfläche angepasst ist, wurde daher vermutet, dass das Mathildenkreuz in der Mitte des 11. Jahrhunderts überarbeitet wurde, wobei ein ursprünglicher getriebener Kruzifixus durch den gegossenen ersetzt wurde. Aufgrund dessen, dass die Forschung annahm, Äbtissin Sophia habe diverse Projekte Mathildes, wie den Westbau des Essener Münsters oder den Marsus-Schrein nicht weiterbetrieben, wurde auch angenommen, das Mathildenkreuz sei erst unter Theophanu fertiggestellt worden, beziehungsweise diese habe eine Stiftung Mathildes erst ausgeführt. Ein Argument hierfür lieferte die Ähnlichkeit des Stifteremail des Mathildenkreuzes zur Stifterdarstellung Theophanus auf dem Buchdeckel des Theophanu-Evangeliars.
Eine neuere Interpretation des Mathildenkreuzes stellte Klaus Gereon Beuckers auf. Danach war Theophanu selbst Stifterin des Kreuzes, das Beuckers auf um 1050 datiert. Der Kruzifixus wäre danach original. Beuckers ordnet das Mathildenkreuz in die Bemühungen Theophanus ein, die Memoria Mathildes zu fördern. Theophanu hat Mathildes Grab im 1051 geweihten Neubau der heute als Altfrid-Krypta bezeichneten Theophanu-Krypta mit einem Memorialbau umgeben, um durch die liturgische Erhöhung der bedeutenden Vorgängerin zugleich die Bedeutung des Stifts zu unterstreichen. Theophanu ließ dabei für das Mathildenkreuz neue Emails fertigen, die unmittelbar bereits in Essen vorhandene ältere Emails rezipierten. Beuckers nimmt daher an, dass das Mathildenkreuz in Essen gefertigt worden ist. Da an den älteren Schatzstücken Theophanus, Kreuznagel-Reliquiar und Theophanu-Kreuz, Emails nur als Spolien verwendet wurden, nahm Theophanu für die Fertigung des Mathildenkreuzes vermutlich die Essener Emailwerkstatt, die unter Mathilde am Senkschmelzenkreuz und am Marsusschrein gearbeitet hatte, mit neuem Personal wieder in Betrieb.

## Geschichte
Das Kreuz befindet sich seit seiner Entstehung in Essen, wenn man kriegs- und krisenbedingte Evakuierungen außer Betracht lässt. Aufgrund der Darstellung Mathildes und der Gemeinsamkeiten mit zwei anderen Kreuzen des Domschatzes, die eine Stiftung nach Essen belegen, wird davon ausgegangen, dass das Kreuz von seiner Stiftung bis zur Säkularisation des Essener Damenstiftes 1802 ununterbrochen diesem gehörte. Die Quellen zum Essener Domschatz nennen das Kreuz jedoch nicht ausdrücklich. Das Inventarium reliquiarum Essendiensium vom 12. Juli 1627, die früheste erhaltene Liste des Stiftsschatzes, erlaubt keine einwandfreie Identifizierung, da es lediglich Zwei crucifixer fornhero mit vielen gesteinen und gold uberzogen, hinten aber kupfer uberguldet verzeichnet. Diese Beschreibung trifft auf alle vier im Essener Domschatz vorhandenen Vortragekreuze zu. Auch der Liber ordinarius, der die liturgische Verwendung des Stiftschatzes regelte, erwähnt nur allgemein Vortragekreuze. Während des Dreißigjährigen Kriegs flüchtete die Äbtissin des Stiftes mit den Schätzen nach Köln, während anderer Krisen wurde das Kreuz vermutlich im Stiftsgebiet versteckt. Belegt ist dies für 1794, als die Franzosen auf Essen vorrückten und der Stiftsschatz nach Steele (heute Essen-Steele) in das von der Äbtissin Franziska Christine von Pfalz-Sulzbach gestiftete Waisenhaus verbracht wurde.
Bei der Säkularisation übernahm die katholische St.-Johannes-Gemeinde die Stiftskirche mitsamt deren Inventar als Pfarrkirche. Sie machte das Kreuz mit dem übrigen Domschatz erstmals der Öffentlichkeit zugänglich. Während des Ruhraufstandes 1920 wurde der gesamte Stiftsschatz in größter Heimlichkeit nach Hildesheim verbracht, von wo er unter gleich konspirativen Umständen 1925 zurückgebracht wurde.
Im Zweiten Weltkrieg wurde der Domschatz zunächst nach Warstein, dann auf die Albrechtsburg in Meißen und von dort in einen Bunker nach Siegen gebracht. Nach Kriegsende dort von amerikanischen Truppen gefunden, gelangte das Kreuz mit dem Schatz in das Landesmuseum nach Marburg und später in eine Sammelstelle für ausgelagerte Kunstwerke nach Schloss Dyck bei Rheydt. Von April bis Oktober 1949 wurde der Essener Domschatz in Brüssel und Amsterdam ausgestellt, um im Anschluss nach Essen zurückgebracht zu werden.
Mit der Errichtung des Ruhrbistums 1958 und der Erhebung des Essener Münsters zur Kathedrale gelangte das Kreuz an das Bistum Essen.

## Liturgische Verwendung
Einzelheiten zur liturgischen Verwendung des Kreuzes im Stift Essen sind nicht bekannt. Soweit die Quellen, vor allem der um 1400 entstandene Essener Liber Ordinarius, für Prozessionen die Verwendung von Vortragekreuzen vorschrieben, geschah dieses allgemein und ohne einzelne Kreuze zu erwähnen. Das Mathildenkreuz ist, auch wenn das Ruhrbistum es aus konservatorischen Gründen nicht mehr als Vortragekreuz einsetzt, kein musealer Gegenstand, sondern ein sakrales Objekt, das im Gottesdienst benutzt werden kann. So diente es am 5. November 2011 in einem Memorialgottesdienst anlässlich des 1000. Todestags Mathildes, zu deren Memoria es gestiftet wurde, als Altarkreuz.